# Frère jésuite

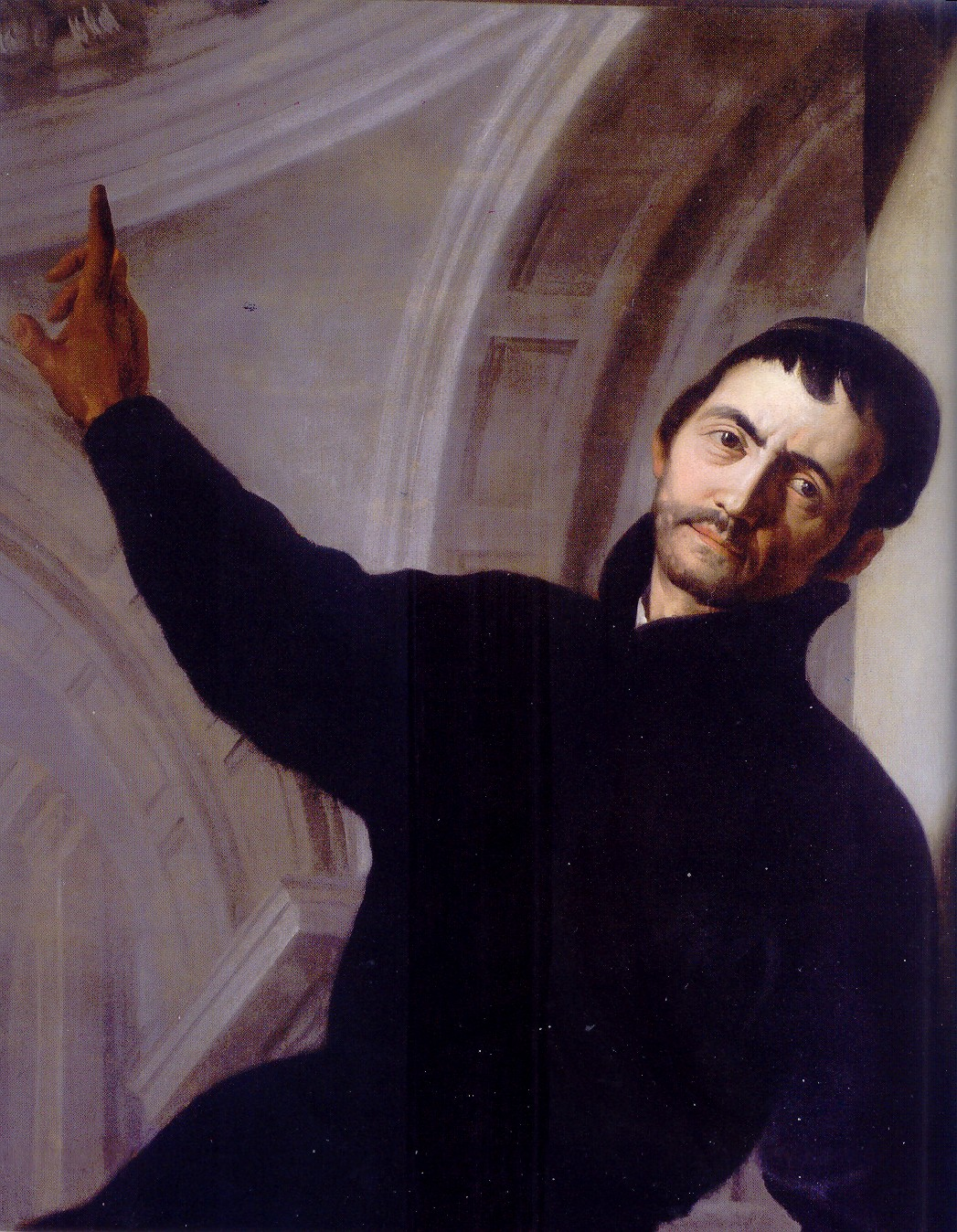
Le frère jésuite Andrea Pozzo.

Un frère jésuite (autrefois appelé coadjuteur temporel) est un membre de la Compagnie de Jésus qui par vocation a choisi de ne pas devenir prêtre, tout en partageant l’idéal de vie religieuse et apostolique de la Compagnie de Jésus.

## Origine
L’idée première de saint Ignace de Loyola lorsqu’il fonde la Compagnie de Jésus était que tous ses membres y seront prêtres. Tous les amis dans le Seigneur du groupe fondateur étaient d’ailleurs prêtres. Ainsi est-il écrit dans la bulle Regimini militantis ecclesiae de 1540 par laquelle la Compagnie de Jésus est approuvée par le pape Paul III (au no 8) : « puisque tous les membres doivent être prêtres... ». 
Le travail apostolique augmente cependant, et par ailleurs des candidats généreux et de bonne volonté se présentent, prêtres n’ayant eu qu’une formation théologique sommaire et laïcs désirant mettre leur compétence au service de l’idéal apostolique des premiers jésuites. ils sont reçus comme coadiutores (i.e., co-aidant) ; les premiers sont dits "spirituels", les autres "temporels".
Dès 1546, Ignace reçoit — à sa demande — un bref papal (Exponi nobis) l’autorisant à recevoir des coadjuteurs dans la Compagnie. Le contenu du bref est ensuite incorporé dans la bulle Exposcit Debitum du 21 juillet 1550, par laquelle Jules III donne son agrément définitif au nouvel ordre religieux : « Ceux qui seront admis parmi les coadjuteurs, aussi bien dans les choses spirituelles que dans les choses temporelles, ainsi que les étudiants, ne seront admis que s’ils ont été soigneusement examinés... » (no 9).

## Dans les Constitutions
Les Constitutions préparées par saint Ignace et approuvées par la première Congrégation générale de 1558 parlent des quatre manières d’appartenir à la Compagnie de Jésus (N° 511). L’approche est concentrique : il y a d’abord tous ceux qui vivent sous l’obéissance du supérieur général (y compris les novices), ensuite (deuxième manière) les profès avec les coadjuteurs formés et étudiants approuvés. Ensuite (troisième manière) : les profès et coadjuteurs formés. Enfin (quatrième manière), les seuls profès. 
Ignace de Loyola, participant à l’esprit de son temps, n’est pas opposé à des distinctions de classe. Il est à noter cependant qu’elles ne correspondent pas aux classes sociales : clergé, noblesse, tiers état. Dans les Constitutions le groupe de coadjuteurs comprend toujours ensemble les prêtres (coadjuteurs spirituels), et les non-prêtres (coadjuteurs temporels, ou frères).

## Personnalités
Plusieurs frères jésuites sont connus pour leur action dans divers domaines :
- Les beaux-arts
  - Daniel Seghers (1590-1661), artiste-peintre spécialiste des compositions florales.
  - Andrea Pozzo (1642-1709), peintre, auteur des grandes fresques de l'église Saint-Ignace à Rome.
  - Jacques Courtois (1621-1676), peintre bourguignon.
  - Giuseppe Castiglione (1688-1766), peintre à la cour de l'empereur Qianlong
  - Jean-Denis Attiret (1702-1768), peintre à la cour de l'empereur chinois Qianlong, portraitiste.
  - Ignace Raab (1715-1787), peintre tchèque, virtuose du rococo.
  - André Besqueut (1850-1942), sculpteur spécialisé dans l'art sacré.

- L'architecture et la charpenterie
  - Saint Nicolas Owen (1550-1606), charpentier, spécialiste des 'cachettes pour prêtre', martyr
  - Etienne Martellange (1569-1641), architecte.
  - Pierre Huyssens (1577-1637), architecte du baroque religieux des Pays-Bas méridionaux.
  - Jean Du Blocq (1583-1656), architecte du baroque religieux
  - Jean Bégrand (1623-1694). architecte du baroque religieux
  - Léon Mariot (1830-1902), charpentier, bâtisseur d'églises dans le Jiangnan, directeur de l'atelier de menuiserie de Tushanwan à Shanghai
  - Aloysius Beck (1853-1931), charpentier, bâtisseur d'églises dans le Jiangnan et auteur du pavillon chinois à Bruxelles, directeur de l'atelier de menuiserie de Tushanwan à Shanghai
  - Louis Maria Gogorza (1875-1947), menuisier devenu architecte, bâtisseur d'églises et de collèges dans la province jésuite de Castille (Burgos, Bilbao, Javier, San Sebastián, Loyola), à Gran Canaria (Las Palmas), à Cuba (La Havane), au Salvador (San Salvador), au Venezuela (Caracas, Mérida, Maracaibo, Coro), au Panama, en Belgique (Marneffe) et en Chine (Wuhu).

- Les sciences naturelles et médicales
  - Agostino Salombrini (1564-1642), pharmacien à Lima, promoteur de la quinine.
  - Jiří Josef Camel (1661-1706), botaniste aux Philippines.
  - Justin Gillet (1866-1943), créateur du jardin botanique de Kisantu (R.D. du Congo)

- L'exploration
  - Bento de Góis (1562-1607), explorateur en Asie centrale.